# Sedlo za Hromovým
Sedlo za Hromovým (ok. 1520 m) – płytka  przełęcz w grani krywańskiej części Małej Fatry na Słowacji, pomiędzy szczytami  Hromové (1636 m) i południowym wierzchołkiem Sten (1572 m). Znajduje się w wąskiej i trawiastej grani. Obydwa stoki tej grani są strome; północno-zachodnie opadają do Starej doliny (odnoga Vratnej doliny), wschodnie do Doliny Szutowskiej (Šútovská dolina). Z bardzo stromych stoków do Vratnej doliny zimą schodzą lawiny. Jest to obszar ochrony ścisłej o nazwie rezerwat przyrody Chleb. Przez przełęcz prowadzi czerwony szlak turystyczny – jest to odcinek międzynarodowego szlaku pieszego E 3. Z trawiastej grani przełęczy rozciągają się szerokie panoramy widokowe.
Inaczej przełęcz ta przedstawiona jest na słowackiej drukowanej mapie turystycznej z 2013 r. Sedlo za Hromovým jest na tej mapie umieszczone pomiędzy szczytem Chleba a Hromovým.

## Szlak turystyczny
Snilovské sedlo – Chleb – Hromové – Steny – Poludňový grúň (1.35 h)